# Grande Unione della Romania

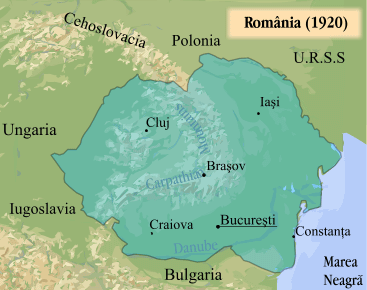
La Romania nel 1920, dopo la Grande Unione

Evoluzione territoriale della Romania dal 1859 ad oggi

La Grande Unione del 1918 (in rumeno Marea Unire) fu il processo storico che portò tutte le province storiche abitate da rumeni all'interno di un unico Stato nazionale, la Grande Romania (in rumeno România Mare). Questa unione fu l'apice del movimento di risveglio nazionale in Romania iniziato nell'Ottocento.
L'unione di Bessarabia, Bucovina e Transilvania con il Regno di Romania (il cosiddetto Vecchio Regno) ha portato alla creazione della Grande Romania. L'unificazione nazionale era lo scopo della Romania al momento del suo ingresso nella prima guerra mondiale dalla parte della Triplice intesa.
La Grande Unione è stata favorita da diversi fattori storici:
- l'azione politica decisiva delle élite del Regno di Romania e dell'Austria-Ungheria nella congiuntura favorevole dalla fine della prima guerra mondiale;
- il crollo dell'Impero Austro-Ungarico e dell'Impero Russo;
- l'affermazione del principio di autodeterminazione e quello delle nazionalità a livello internazionale, nel contesto della presenza su larga scala del sentimento nazionale tra la popolazione rumena.

Il processo di unificazione territoriale si è concluso de facto il 1º dicembre 1918, con l'unificazione della Transilvania e la dichiarazione di Alba Iulia. Tuttavia il riconoscimento internazionale della Grande Unione richiese sforzi diplomatici negli anni successivi.
Nell'attuale Romania il 1º dicembre si festeggia la Giornata della Grande Unione (in rumeno Ziua Marii Uniri), a seguito della decisione del Parlamento nel 1990.